# Addicted to You
"Addicted to You" là đĩa đơn được ghi lại bởi ca sĩ người Colombia Shakira, lấy từ album thứ 8 của cô, Sale el Sol. "Addicted to You" là bài hát cuối cùng được biên soạn thành đĩa đơn từ album trên, sau các ca khúc "Loca", "Rabiosa", "Sale el Sol" và "Antes de las Seis".